# Kuckuckspolka
Die Kuckuckspolka ist ein traditioneller Tanz, der aus Galizien stammt und in der Steiermark überliefert wurde.
Der Ethnologe Karl Horak (1908–1992) hat diesen Tanz 1931 in einem deutschen Dorf in Galizien aufgezeichnet. Es handelt sich um einen lebhaften Tanz im Zweivierteltakt. Der Tanz gehört zu den „Rheinländerformen“. Kennzeichen ist neben dem Wechselschritt eine besondere Tanzhaltung (Rheinländerfassung), bei der Tänzerin und Tänzer hintereinander stehen, in die Tanzrichtung blicken und die Hände über den Schultern halten.